# Toshirō Yamabe
Toshiro Yamabe (山部俊郎?) (31 de julio de 1926, Tokio, Japón—5 de febrero de 2000) fue un jugador de go profesional.

## Biografía
Toshiro fue estudiante de Kazuo Mukai desde 1941. Se profesionalizó en la Nihon Ki-In en 1941 y alcanzó el 9 dan en 1969. Es conocido por sus tempranas renuncias en las partidas, a veces alegando que se negaba a jugar por fallos de su oponente.

## Campeonatos y subcampeonatos
| Título            | Años perdido |
| ----------------- | ------------ |
| Honinbo           | 1965         |
| Tengen            | 1980         |
| Oza               | 1959         |
| Campeonato Hayago | 1977, 1981   |
| Igo Senshuken     | 1965         |